# Лими
Окръг Лими или (Лимхи, Лимхай (на английски: Lemhi County) е окръг в щата Айдахо, Съединени американски щати. Площ 11 835 km² (5,46% от площта на щата, 4-то място по големина). Население – 7875 души (2017), 0,51% от населението на щата, гъстота 0,67 души/km². Административен център град Салмън.
Окръгът е разположен в източната част на щата. Граничи със следните окръзи: на югоизток – Кларк и Бют, на юг – Къстър, на запад – Вали, на северозапад – Айдахо, на север и североизток – с щата Монтана. Релефът на окръг Лими е планински. На северозапад и север се простират източните разклонения на планината Салмон Ривър (връх Туин Пийкс 10340 f, 3151 m), на юг – хребета Лими (Лимхи, Лимхай, връх Лим 10985 f, 3348 m), а на изток, по границата с щата Монтана. мощния хребет Битеррут (връх Скот 11393 f, 3472 m), по билото на който преминава главния вододел на Северна Америка. Между последните два хребета от север-северозапад на юг-югоизток, на протежение от 100 km се протира междупланинската долина на река Лими. Основна водна артерия в окръга е река Салмън (десен приток на Снейк), която протича от юг на север с част от горното си течение, през административния център Салмън, а след градчето Норт Форк завива на запад и тече в дълбока каньоновидна долина. Нейни основни притоци на територията на окръга са: Пасимерой и Лими (десни) и Среден Салмън (ляв).
Най-голям град в окръга е административният център Салмън 3112 души (2010 г.), където живее над 1/3 от населението на окръга.
През окръга, от юг на север, на протежение от 88 мили (141,6 km), преминава участък от Междущатско шосе .
Окръгът е образуван на 9 януари 1869 г. и е наименуван по името на същетвуващия по това време форт Лими (Лимхай), основан от мармонски преселници, който от своя страва е кръстен на крал Лимхай (на английски: king Lemhi) от книгата на Мормон.